# Exposição Pedagógica do Rio de Janeiro

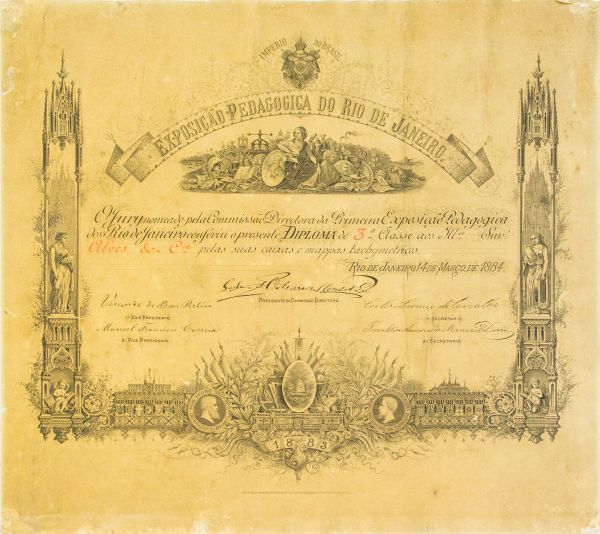
Diploma da Exposição Pedagógica do Rio de Janeiro, emitido em 1884, com assinatura impressa do Conde d'Eu e do Visconde de Bom Retiro, respectivamente.

A primeira Exposição Pedagógica do Rio de Janeiro, de 1883, ocorreu no contexto dos grandes congressos e exposições científicas do final do século XIX e início do século XX em diversos países, incluindo no Brasil.

## História
A exposição nasceu da tentativa de realização de um Congresso de Instrução no Rio de Janeiro que tomava como referência o Congresso Internacional do Ensino, realizado na Bélgica em 1880, assim como grandes exposições realizadas em Londres e Viena. A proposta do evento era divulgar estrategicamente as realizações do Estado no campo da instrução pública. O evento reuniu representantes do poder público, expositores estrangeiros ligados à temática da educação e educadores e industriais brasileiros que desenvolviam materiais de ensino. A exposição ocorreu no prédio da Tipografia Nacional, no centro do Rio de Janeiro. Sua inauguração estava prevista para o dia 1º de junho de 1883, mas só foi aberta em 28 de julho do mesmo ano, ficando aberta ao público até 30 de setembro. O Imperador Dom Pedro II esteve presente na Exposição Pedagógica.
Embora menor do que o congresso planejado inicialmente por conta da falta de financiamento para sua realização, a Exposição Pedagógica reuniu materiais educacionais de diferentes países que serviram de base para a criação do Museu Escolar Nacional, inaugurado também em 1883 na capital carioca. Por conta da redução do congresso, a exposição abordou somente temas de jardim de infância e ensino primário, abandonando a proposta inicial de também se dedicar ao ensino profissional e superior, e fomentou discussões sobre a implementação do método intuitivo para professores aplicarem, seguindo normativas do ministro de instrução Leôncio de Carvalho.
A organização do evento conseguiu, ainda, publicar um livro com os artigos de especialistas que foram encaminhados para a proposta inicial do congresso mais ampla, chamado Atas e Pareceres do Congresso da Instrução. A publicação conta com pareceres de políticos, professores, proprietários de colégios e inspetores de ensino, incluindo Benjamin Constant, Antônio Cândido da Cunha Leitão, André Rebouças, Álvaro Barbalho Uchôa Cavalcanti, Joaquim Monteiro Caminhoá e Paulo de Frontin. É considerada uma importante referência para análise do panorama da educação no Brasil no período imperial.